# Ebéjico

Bandeira de Ebéjico.

Localização de Ebéjico, no departamento de Antioquia.

Ebéjico é uma cidade e município da Colômbia, no departamento de Antioquia. Dista 65 quilômetros de Medellín, a capital do departamento, e possui uma superfície de 235 quilômetros quadrados.